# Julie Restifo
Julie Restifo, là một nữ diễn viên người Venezuela gốc Mỹ. Cô là nổi tiếng nhất cho nhân vật của mình trong telenovelas La Loba herida, La llaman Mariamor, Hay Amores que Matan, Viva la Pepa,  và La mujer de Judas.

## Tiểu sử
Restifo được sinh ra ở Long Island, Hoa Kỳ vào ngày 31 tháng 7 năm 1958. Cô học ngành giao tiếp xã hội tại Đại học Católica Andrés Bello. Cô kết hôn với nam diễn viên Javier Vidal, người có hai đứa con, Jan và Josette Vidal.

## Đóng phim

### Phim
| Năm  | Tựa đề                                                 | Vai trò        | Ghi chú     |
| ---- | ------------------------------------------------------ | -------------- | ----------- |
| 1983 | Homicidio culposo                                      | Bạn của Alicia | Phim ra mắt |
| 1985 | Más allá del silencio                                  |                |             |
| 1986 | La otra ilusión                                        |                |             |
| 1986 | De cómo Anita Camacho quiso levantough a Marino Méndez |                |             |
| 1990 | Río Negro                                              |                |             |
| 1995 | Rosa de Francia                                        |                |             |
| 2000 | La mágica aventura de Óscar                            |                |             |
| 2002 | Rosa, un mê sảng                                       |                | Phim ngắn   |
| 2009 | Con trai la Calle                                      | Cristina       |             |
| 2014 | La roca                                                | Mẹ             | Phim ngắn   |

### Truyền hình
| Năm  | Tựa đề                     | Vai trò                            | Ghi chú                               |
| ---- | -------------------------- | ---------------------------------- | ------------------------------------- |
| 1984 | Azucena                    | Brenda Mirabal                     | Truyền hình ra mắt                    |
| 1989 | Coplan                     | Đầu bếp des dịch vụ bí mật anglais | "Vengeance à Caracas" (Phần 1, Tập 4) |
| 1990 | Hoàng đế                   |                                    |                                       |
| 1990 | María María                | Regina                             |                                       |
| 1992 | La loba herida             | Eva Rudel de Castillo              |                                       |
| 1993 | Pedacito de cielo          |                                    |                                       |
| 1995 | Tổng số Entrega            |                                    |                                       |
| 1996 | La llaman Mariamor         | Ma vương                           |                                       |
| 1998 | Aunque tôi cueste la vida  | Bélgica Michelena                  |                                       |
| 1999 | Carita pintada             | Conchetta de Rossi                 |                                       |
| 2000 | Hay amores que matan       | Emma de Fidel-León                 |                                       |
| 2001 | Viva la Pepa               | Josefa âm lịch / Pepa              |                                       |
| 2003 | La tees de Judas           | Joaquina Leal "La Juaca" / Ju Leal |                                       |
| 2003 | La cuaima                  | Arminda Rovaina de Cáceres         |                                       |
| 2005 | Đồng hồ đeo tay            | Cristina Galué de Torrealba        |                                       |
| 2006 | Y los Decaro marido y tees | Lucía Mujica de Spert              |                                       |
| 2010 | La tees perfecta           | Antonella Montiel                  |                                       |
| 2012 | Mi ex me tiene ganas       | Clara Sotillo                      |                                       |
| 2014 | La virgen de la calle      | Ana Lucía Molina de Rivas          |                                       |
| 2015 | Piel salvaje               | Marcelina Esqu Xoay                |                                       |